# Groupe de recherche et d'éducation sur les mammifères marins
Le Groupe de recherche et d'éducation sur les mammifères marins (GREMM) est un organisme scientifique à but non lucratif fondé en 1985 et basé à Tadoussac, au Québec. Il est spécialisé dans l'étude des cétacés du Saint-Laurent, en particulier le béluga, et œuvre également dans la vulgarisation scientifique et la conservation des mammifères marins.

## Histoire
Le GREMM est fondé en 1985 par le biologiste Robert Michaud, à la suite de ses premières observations des bélugas du Saint-Laurent au début des années 1980,. 
En 1988, le GREMM participe au Forum international sur l'avenir du béluga organisé à Tadoussac, qui réunit des spécialistes de plusieurs pays afin de faire le point sur l'état de la population et d'explorer des solutions à sa sauvegarde. La même année, il fonde à Tadoussac un centre voué à l'éducation du public sur les cétacés et l'écosystème marin du Saint-Laurent, d'abord connu sous le nom de Centre d'interprétation du milieu marin (CIMM). 
Dès 1989, le GREMM met en place un programme d'adoption symbolique de bélugas destiné à financer la recherche et à sensibiliser le public à la conservation de l'espèce. Des croisiéristes comme Croisières Marjolaine inc. y participent, en lien avec les activités de vulgarisation animées à bord par des guides naturalistes du GREMM.

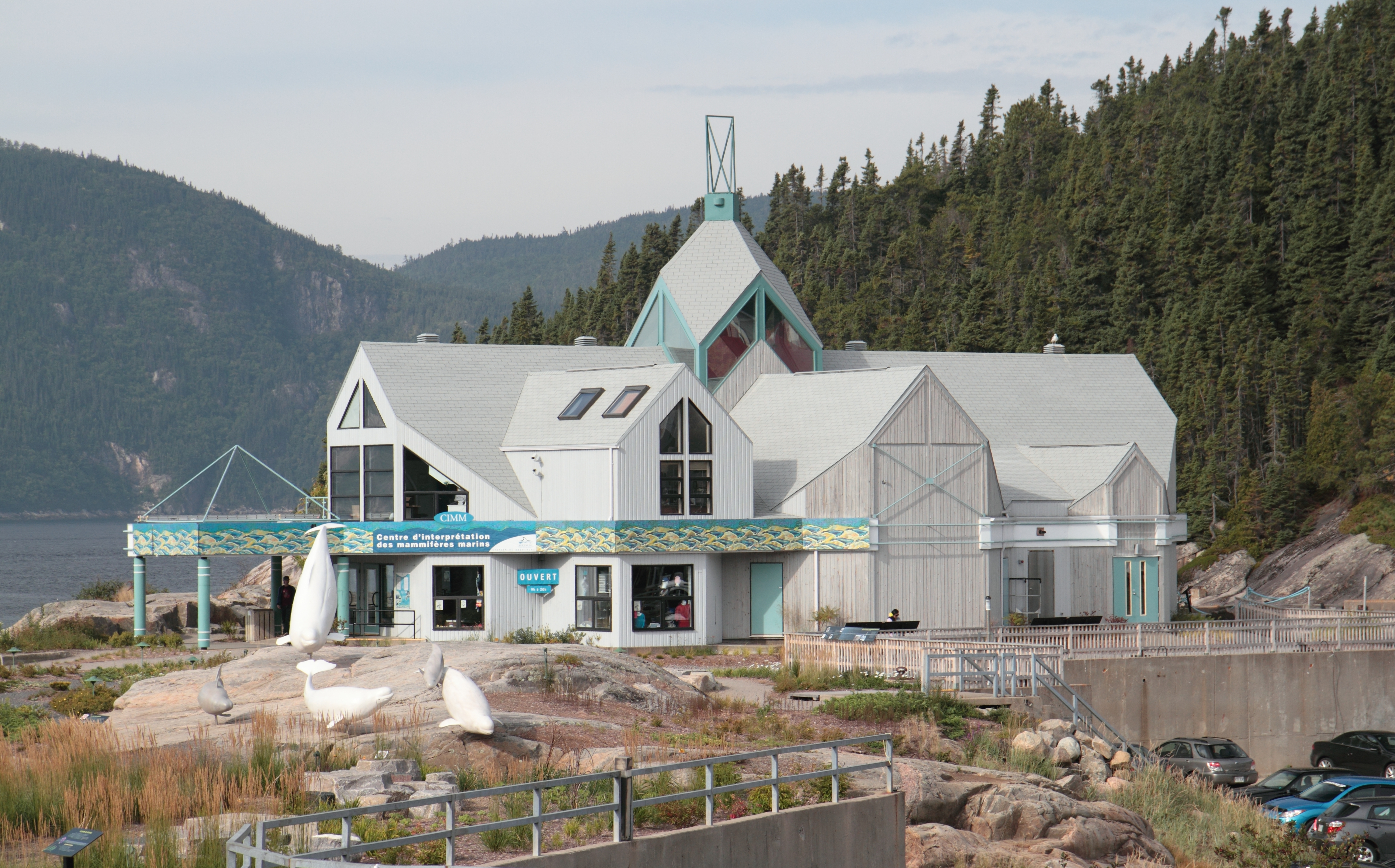
Centre d'interprétation des mammifères marins (CIMM)

En 1991, les activités du CIMM sont transférées dans un nouveau bâtiment près de la marina. L'année suivante, le centre est officiellement inauguré sous le nom de Centre d'interprétation des mammifères marins (CIMM) par le ministre du Loisir, de la Chasse et de la Pêche du Québec, Gaston Blackburn.

## Activités

### Recherche scientifique
Le GREMM mène des recherches sur les bélugas du Saint-Laurent et sur les grands rorquals de l'estaire du Saint-Laurent. Il utilise des outils tels que la photo-identification, le suivi d'individu ou de groupes, les biopsies et la modélisation des trajectoires de navigation pour évaluer l'impact des activités humaines sur les baleines,. L'organisme collabore notamment avec l'Université du Québec en Outaouais pour le développement de simulateurs permettant de prédire l'exposition des bélugas au bruit maritime,.

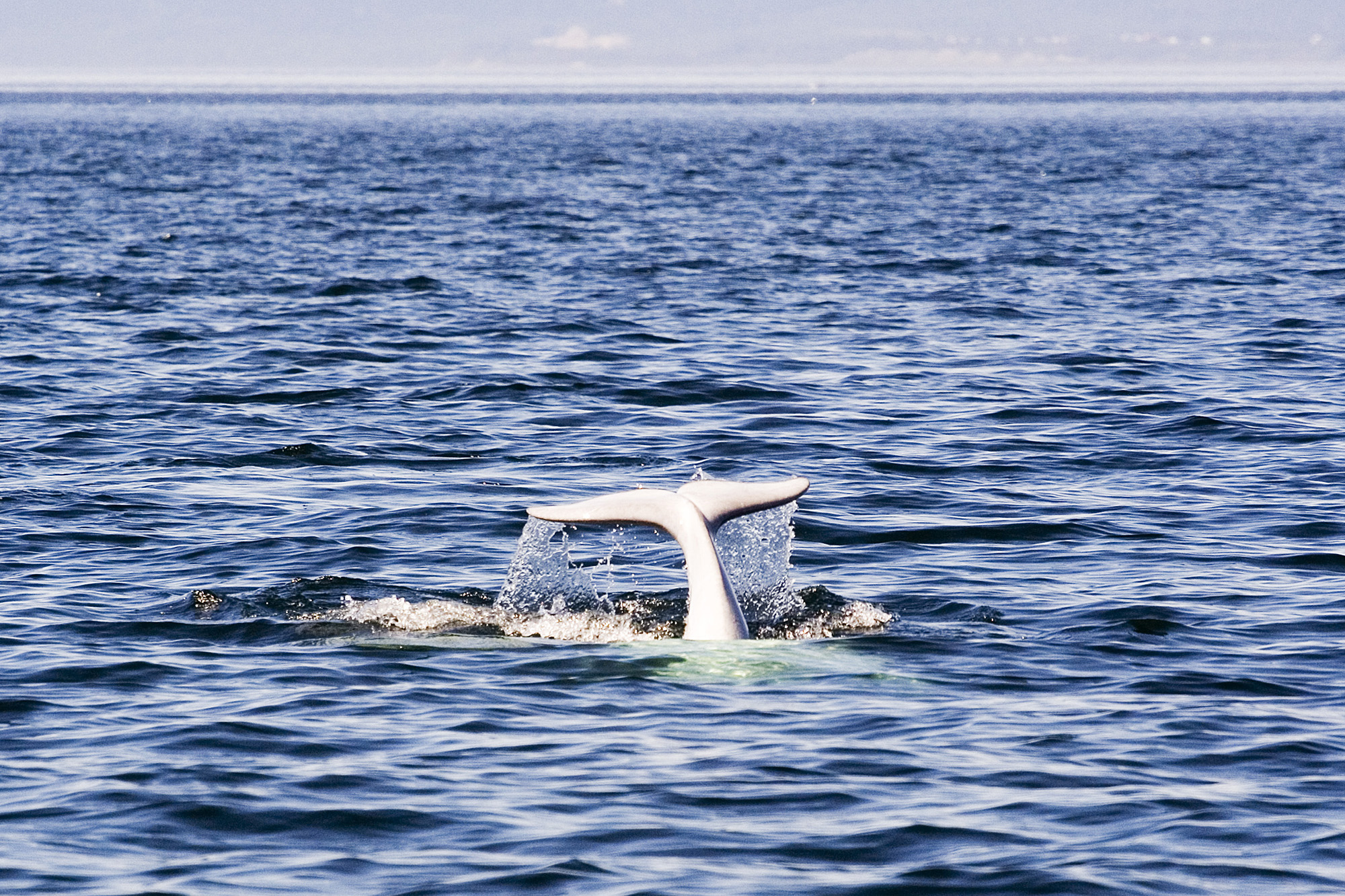
Béluga près de Tadoussac, Québec, Canada

Depuis les années 2010, le GREMM documente une hausse de la mortalité chez les femelles bélugas et leurs veaux,. En lien avec ces enjeux, le GREMM coordonne le Réseau québécois d'urgences pour les mammifères marins, qui assure le suivi des échouages et la récupération des carcasses à des fins d'analyse,.

### Conservation et enjeux environnementaux
L'organisme est impliqué dans l'évaluation des impacts de plusieurs projets industriels ou maritimes dans l'habitat essentiel du béluga, protégé par la Loi sur les espèces en péril depuis 2016,,. Il participe notamment à l'analyse des effets du trafic maritime et des projets portuaires à Gros-Cacouna et dans le fjord du Saguenay,,. Il émet des recommandations fondées sur les données scientifiques pour réduire l'exposition au bruit et limiter les risques de collision entre navires et cétacés,.

### Éducation et sensibilisation
Le GREMM développe des activités éducatives destinées au grand public, notamment par l'entremise du Centre d'interprétation des mammifères marins. Ce centre présente une collection de squelettes de baleines et propose depuis 2022 une exposition virtuelle intitulée Histoire d'os, réalisée avec Musées numériques Canada,. Des programmes d'adoption symbolique de bélugas et des activités de vulgarisation sont également proposés pour sensibiliser à la conservation des espèces marines.